# El ángel entre la niebla (película)
El ángel entre la niebla es una película fantástica surrealista española escrita por Karlos Alastruey y Javier Alastruey y dirigida por Karlos Alastruey.

## Argumento
Saioa lleva años atormentada por recuerdos de una experiencia horrible que tuvo cuando era adolescente, en la que murieron su hermana y otras personas. Diez años después Saioa puede cambiar las cosas, y gracias al misterioso poder de un lugar especial en los bosques, viaja en el tiempo dispuesta a ponerlo todo en su lugar. Pero su vida no es la única que cambió en aquel momento, y al alterar su pasado altera también las vidas de otras personas.

## Ficha artística
- Oihana Paniagua (Oihana)
- Ander Janín (Aitor)
- Andrea Lopetegi (Kali)
- Aintzane Alastruey (Saioa)
- Imanol Reta (Tobías)
- Andrea Encinas (Luna)
- Fernando Ustárroz (Keo)
- Maitane San Nicolás (Saioa II)
- Gorka Zubeldia (Hipólito)
- Rosa Nagore (Carmen)
- Beatriz Catalán (Karina)
- Irantzu Zugarrondo (Ada)
- Javier Chocarro (Jorge)
- Juan Ruiz-Ardila (Koldo)
- Koldo Villalba (Urtzi)

## Comentarios
El ángel entre la niebla es un drama fantástico con elementos surrealistas y saltos en el tiempo. Se rodó íntegramente en Navarra durante unos pocos días al mes comenzando en noviembre de 2009 y finalizando en octubre de 2010. La postproducción se alargó hasta febrero de 2012. 
En cuanto al sistema narrativo, en el guion los diálogos son escasos y poco relevantes, y el peso de la narración descansa en la puesta en escena y el montaje.

## Enlaces
- El ángel entre la niebla en Internet Movie Database (en inglés).

- Datos: Q5827178